# Allelomorfismo
L'Allelomorfismo in biologia e genetica è la caratteristica di due geni allelomorfi (letteralmente "forme alternative") di controllare un carattere fenotipico. I due geni allelomorfi, collocati nello stesso locus su cromosomi omologhi, sono deputati alla trasmissione dello stesso carattere. Nell'uomo sono allelomorfi i geni per il colore dell'iride degli occhi, per la forma del lobo dell'orecchio, e molti altri.